# Viktor Nordin
Viktor Edvin Nordin, född 18 januari 1996, är en svensk fotbollsspelare som spelar för Vasastan BK. 

## Klubbkarriär
Nordin skrev den 18 januari 2013 på ett talangkontrakt med Hammarbys A-trupp. Han gjorde sin debut för Hammarby den 27 maj 2013 när han blev inbytt i den 70:e minuten i 0–1 hemmaförlusten mot Jönköpings Södra.
Den 31 juli 2015 lånades Nordin ut till IK Frej för resten av säsongen. I januari 2016 värvades han av division 2-klubben Sandvikens IF. Den 1 februari 2020 förlängde Nordin sitt kontrakt med ett år. I juli 2020 meddelade Sandvikens IF att Nordin lämnade klubben efter en period fylld av skadebekymmer.
Under säsongen 2022 spelade Nordin sju matcher och gjorde ett mål för Vasastan BK i Division 4.

## Landslagskarriär
Nordin gjorde sin landslagsdebut för Sveriges U17-landslag den 23 augusti 2011 mot Finland. Matchen slutade med en 3–2-vinst för Sverige och Nordin blev inbytt i den 76:e minuten mot Rasmus Rosenqvist. Han debuterade i U19-landslaget den 8 september 2013 i en match mot Irak som slutade 0–0. Han blev uttagen i Sveriges trupp till U17-VM 2013 i Förenade Arabemiraten.